# John Rittman
John Richard Rittman (1963. október 5. –) amerikai softballjátékos és -edző, 2020 óta a Clemson Tigers softballcsapatának első vezetőedzője. Korábban a nemzeti válogatott helyettes vezetőedzője volt.

## Tanulmányai
Kezdetben a Yavapai College baseballcsapatának outfielderje volt, majd 1983 és 1985 között az Új-mexikói Állami Egyetem csapatánál játszott; 1984-ben 51 mérkőzésen vett részt. 1986-ban újságírói szakon szerzett diplomát.

## Pályafutása

### Helyettesként
Helyettes vezetőedzői pályafutása alatt az Oregon Ducks kijutott az 1989-es Women’s College World Seriesre, a Minnesota Golden Gophers pedig megnyerte a Big Ten Conference 1992-es bajnokságát. 1996-ban a Washington Huskies a Pac-12 Conference bajnoka lett és kijutott a Women’s College World Seriesre.

### Stanford Cardinal
1996 júliusában a Stanford Cardinal vezetőedzőjévé nevezték ki, mely tisztséget 1997 és 2014 között töltötte be. Regnálása alatt a csapat tizenhatszor jutott ki az NCAA bajnokságára és kétszer a Women’s College World Seriesre.
Több játékosa (például Jessica Allister, Ashley Hansen, Lauren Lappin és Jessica Mendoza) a nemzeti válogatott vagy más profi csapat tagja, Ramona Shelburne pedig az ESPN műsorvezetője lett. Jessica Allister 2007 és 2009 között Rittman helyettese volt, 2018-ban pedig vezetőedző lett.
Rittman 2014. június 2-án, a konferenciabajnokság vége után az NCAA kihágásokkal kapcsolatos vádjai miatt lemondott.

### Kansas Jayhawks és USA Softball
A Kansas Jayhawksnál kettő, és az USA nemzeti softballválogatottjánál kilenc szezont töltött vezetőedző-helyettesként.

### Clemson Tigers
2017. november 3-án a Clemson Tigers vezetőedzőjévé nevezték ki. Első, 2020-as szezonja a Covid19 miatt elmaradt.

## Eredményei vezetőedzőként
| Év                                               | Eredmény                                         | Eredmény                                         | Helyezés                                         | Továbbjutás                                      |
| Év                                               | Összesített                                      | Konferencia                                      | Helyezés                                         | Továbbjutás                                      |
| Stanford Cardinal (Pacific-10/Pac-12 Conference) | Stanford Cardinal (Pacific-10/Pac-12 Conference) | Stanford Cardinal (Pacific-10/Pac-12 Conference) | Stanford Cardinal (Pacific-10/Pac-12 Conference) | Stanford Cardinal (Pacific-10/Pac-12 Conference) |
| ------------------------------------------------ | ------------------------------------------------ | ------------------------------------------------ | ------------------------------------------------ | ------------------------------------------------ |
| 1997                                             | 31–27–1                                          | 10–18                                            | 5.                                               | –                                                |
| 1998                                             | 41–18                                            | 17–11                                            | 3.                                               | NCAA Regional                                    |
| 1999                                             | 40–25                                            | 10–18                                            | T–6.                                             | NCAA Regional                                    |
| 2000                                             | 45–18                                            | 9–12                                             | 4.                                               | NCAA Regional                                    |
| 2001                                             | 54–16–1                                          | 11–10                                            | T–3.                                             | Women’s College World Series                     |
| 2002                                             | 44–20                                            | 7–14                                             | T–6.                                             | NCAA Regional                                    |
| 2003                                             | 41–26                                            | 7–14                                             | T–6.                                             | NCAA Regional                                    |
| 2004                                             | 49–19                                            | 13–8                                             | T–2.                                             | Women’s College World Series                     |
| 2005                                             | 43–16                                            | 13–8                                             | T–1.                                             | NCAA Super Regional                              |
| 2006                                             | 42–18                                            | 10–11                                            | 6.                                               | NCAA Super Regional                              |
| 2007                                             | 35–21–1                                          | 7–13–1                                           | 6.                                               | NCAA Regional                                    |
| 2008                                             | 49–15                                            | 11–10                                            | 6.                                               | NCAA Super Regional                              |
| 2009                                             | 48–11                                            | 13–8                                             | 4.                                               | NCAA Super Regional                              |
| 2010                                             | 37–19                                            | 8–13                                             | T–6.                                             | NCAA Regional                                    |
| 2011                                             | 42–17                                            | 10–11                                            | 5.                                               | NCAA Super Regional                              |
| 2012                                             | 40–19                                            | 11–13                                            | 6.                                               | NCAA Regional                                    |
| 2013                                             | 39–21                                            | 13–11                                            | 4.                                               | NCAA Regional                                    |
| 2014                                             | 30–25                                            | 5–19                                             | 8.                                               | –                                                |
| Eredmény:                                        | 750–351–3 (.681)                                 | 185–222–1 (.455)                                 | –                                                | –                                                |
| Clemson Tigers (Atlantic Coast Conference)       |                                                  |                                                  |                                                  |                                                  |
| 2020                                             | 19–8                                             | 5–1                                              | 3.                                               | A szezon a Covid19 miatt megszakadt.             |
| 2021                                             | 44–8                                             | 29–5                                             | 1.                                               | NCAA Regional                                    |
| 2022                                             | 42–17                                            | 14–10                                            | 5.                                               | NCAA Super Regional                              |
| 2023                                             | 49–12                                            | 18–6                                             | 3.                                               | NCAA Super Regional                              |
| 2024                                             | 35–19                                            | 15–9                                             | T–4.                                             | NCAA Regional                                    |
| Eredmény:                                        | 189–64 (.747)                                    | 81–31 (.723)                                     | –                                                | –                                                |
| Összesen:                                        | 939–415–3 (.693)                                 | –                                                | –                                                | –                                                |
| Jelmagyarázat: Konferenciaszezon-bajnok          |                                                  |                                                  |                                                  |                                                  |

## Fordítás
- Ez a szócikk részben vagy egészben  a   John Rittman című angol Wikipédia-szócikk ezen változatának fordításán alapul.  Az eredeti cikk szerkesztőit annak laptörténete sorolja fel. Ez a jelzés csupán a megfogalmazás eredetét és a szerzői jogokat jelzi, nem szolgál a cikkben szereplő információk forrásmegjelöléseként.